# 澳門醫院列表
截至2023年12月，澳門共有3所公立醫院及3所私立醫院。
澳門政府衛生局是澳門境内負責協調衛生領域內公共及私人機構之活動的政府部門，其中仁伯爵綜合醫院是屬於衛生局的專科衛生護理部門。
澳門最早的醫院是由天主教澳門教區首任主教賈耐勞創於1569年的聖辣非醫院，而該醫院也是中國境内的首所西醫院，惟該醫院於1975年10月結業。1871年，華人主辦的慈善性醫院鏡湖醫院建成啟用。1874年，由澳葡政府資助、位於東望洋山的仁伯爵綜合醫院正式啟用。
澳門主權移交後，澳門政府開始重視和支持中醫藥事業在澳門的發展，於是在2000年與2003年分別批准成立澳門科技大學中醫藥學院及澳門科技大學中醫診療中心，而中心則在2006年3月25日獲批准改為科大醫院，並加入西醫診療的元素。科大醫院是澳門唯一一所具備大學支持的醫院。
澳門政府也開始對康復治療服務的需求和發展給予重視。衛生局於2006年4月開始資助和支持澳門工會聯合總會成立氹仔工聯康復中心，專項接收由仁伯爵綜合醫院直接轉介的病人，提供康復護理服務，而氹仔工聯康復中心在2019年4月1日改為九澳康復醫院内的“工聯康復病房”。九澳康復醫院是為長者提供所需的綜合性醫療服務及為患慢性器官功能衰退的患者提供康復治療及紓緩治療的醫院，是仁伯爵綜合醫院住院服務的延續，以分流對仁伯爵綜合醫院住院病床壓力。

## 列表

### 公立醫院
| # | 醫院名稱       | 創立時間 | 醫院地址           | 網站   |
| - | -------------- | -------- | ------------------ | ------ |
| 1 | 仁伯爵綜合醫院 | 1874年   | 澳門若憲馬路       | 首頁   |
| 2 | 九澳康復醫院   | 2019年   | 路環九澳聖母馬路   | 不適用 |
| 3 | 澳門協和醫院   | 2023年   | 路氹離島醫院大馬路 | 首頁   |

### 私立醫院
| # | 醫院名稱 | 創立時間 | 醫院地址                                              | 網站 |
| - | -------- | -------- | ----------------------------------------------------- | ---- |
| 1 | 鏡湖醫院 | 1871年   | 澳門連勝街                                            | 首頁 |
| 2 | 科大醫院 | 2006年   | 氹仔偉龍馬路澳門科技大學H座                           | 首頁 |
| 3 | 銀葵醫院 | 2014年   | 澳門蘇亞利斯博士大馬路澳門財富中心2樓及3樓、4樓B及C座 | 首頁 |